# Полет 212 на „Ийстърн Еър Лайнс“
Полет 212 на „Ийстърн Еър Лайнс“ е редовен вътрешен пътнически полет от общинското летище „Чарлстън“, Чарлстън, Южна Каролина, до „Чикаго О'Хеър“, Чикаго, Илинойс, с междинно кацане на общинското летище „Дъглас“, Шарлът, Северна Каролина, Съединените американски щати, управляван от „Ийстърн Еър Лайнс“. На 11 септември 1974 г. самолетът „Макдонал Дъглас DC-9-31“, който изпълнява полета, се разбива по време на заход в гъста мъгла към общинското летище „Дъглас“ в Северна Каролина. Тринадесет души оцеляват при първоначалния удар, включително първият офицер и една стюардеса, но трима от първоначалните оцелели умират от тежки изгаряния 29 дни след инцидента. В катастрофата загиват общо 72 души от всички 82 пътници и екипаж.
Разследване на Националния съвет за безопасност на транспорта установява, че множество грешки на екипажа са основната причина за катастрофата. След преглед на записващото устройство в пилотската кабина става ясно, че екипажът на полета участва в ненужен и „неуместен“ разговор по време на фазата на заход. Пилотите обсъждат теми „вариращи от политика към употребявани автомобили“. Съветът приема, че воденето на такива разговори може да отвлече вниманието на пилотите от техните летателни задължения по време на критичните фази на полета.
Разследването повдига и въпросът за запалимостта на материалите на облеклото на пътниците. Публикуваният окончателен доклад на 23 май 1975 г. заключава, че инцидентът е причинен от липсата на осведоменост на екипажа за височината и лошата дисциплина в пилотската кабина, тъй като той не следва предписаната процедура при пускане и заход.